# Gerichtsbezirk Tamsweg
Der Gerichtsbezirk Tamsweg ist einer von sechs Gerichtsbezirken in Salzburg und umfasst den politischen Bezirk Tamsweg. Der übergeordnete Gerichtshof ist das Landesgericht Salzburg.

## Gemeinden
Einwohner Stand 1. Jänner 2024

### Marktgemeinden
- Mauterndorf (1.598 Ew.)
- St. Michael im Lungau (3.573)
- Tamsweg (5.777)

### Gemeinden
- Göriach (339)
- Lessach (550)
- Mariapfarr (2.495)
- Muhr (483)
- Ramingstein (1.062)
- St. Andrä im Lungau (756)
- St. Margarethen im Lungau (769)
- Thomatal (337)
- Tweng (244)
- Unternberg (1.028)
- Weißpriach (302)
- Zederhaus (1.170)

## Geschichte
1962 wurde der Gerichtsbezirk Sankt Michael im Lungau (Gemeinden Mauterndorf, Muhr, St. Margarethen im Lungau, St. Michael im Lungau, Thomatal, Tweng und Zederhaus) aufgelöst und die Gemeinden dem Gerichtsbezirk Tamsweg zugewiesen.